# Маска, Пандольфо
Пандольфо Маска (Pandolfo Masca, также известный как Pandolfo Masca da Pisa, имя также пишут как Padolfo) — католический церковный деятель XII века. Получил титул магистра. В 1171 году стал каноником кафедрального собора в Лукке. На консистории в декабре 1182 года был провозглашен кардиналом-священником с титулом церкви Санти-XII-Апостоли. Участвовал в выборах папы 1185 (Урбан III), 1187 (Григорий VIII), 1187 (Климент III), 1191 (Целестин III) и 1198 (Иннокентий III) годов.